# Gertrude Ederle

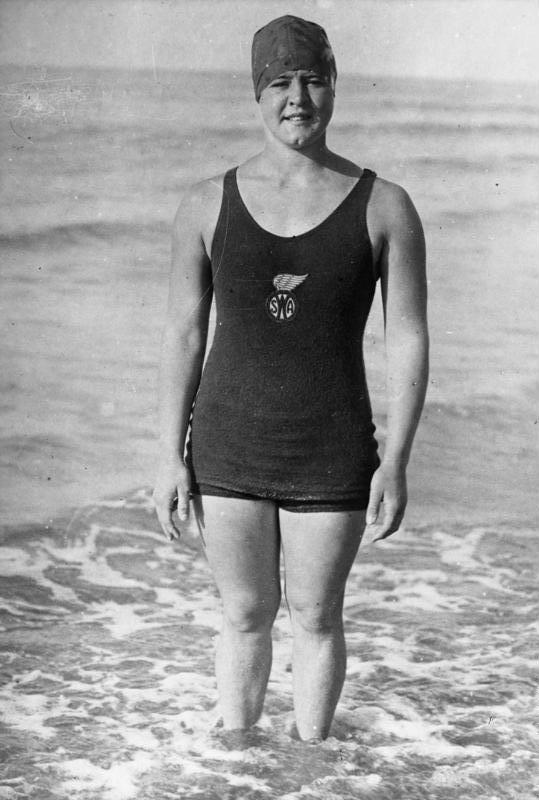
Gertrude Ederle, 1930

Gertrude Caroline Ederle (* 23. Oktober 1905 in New York City, New York; † 30. November 2003 in Wyckoff, New Jersey) war eine US-amerikanische Schwimmerin. Sie war die erste Frau, die den Ärmelkanal durchschwamm.

## Leben

### Frühe Jahre
Gertrude Ederle war die Tochter der deutschen Auswanderer Henry Ederle und Gertrude Anna Haberstroh. Sie lernte angeblich im Frühjahr 1914 bei einem Besuch bei Verwandten im Bissinger See (Landkreis Esslingen) das Schwimmen.
Bereits mit zwölf Jahren stellte sie den ersten Weltrekord über 800 m Freistil auf. Sie brach in den folgenden Jahren elf weitere Weltrekorde und gewann bei den Olympischen Spielen 1924 in Paris eine Goldmedaille in der 4-mal-100-Meter-Freistilstaffel und zwei Bronzemedaillen über 100 und 400 Meter Freistil.

### Ärmelkanalüberquerung
Am 6. August 1926 durchschwamm sie als erste Frau den Ärmelkanal zwischen Cap Gris-Nez und Dover. Sie benötigte dazu 14 Stunden und 32 Minuten und war damit über zwei Stunden eher am Ziel als der bisherige Weltrekordhalter. Abgetrieben von der Strömung hatte sie 56 km zurückgelegt. Sie wurde danach zur Ehrenbürgerin von New York ernannt. Bereits im Sommer 1925 hatte sie einen Überquerungsversuch gestartet, der jedoch durch ein Missverständnis ihrer Begleiter abgebrochen worden war.
Betreut wurde sie von ihrem Trainer William Burgess, der 1911 ebenfalls den Ärmelkanal durchschwommen hatte, jedoch 16 Versuche dafür benötigt hatte.

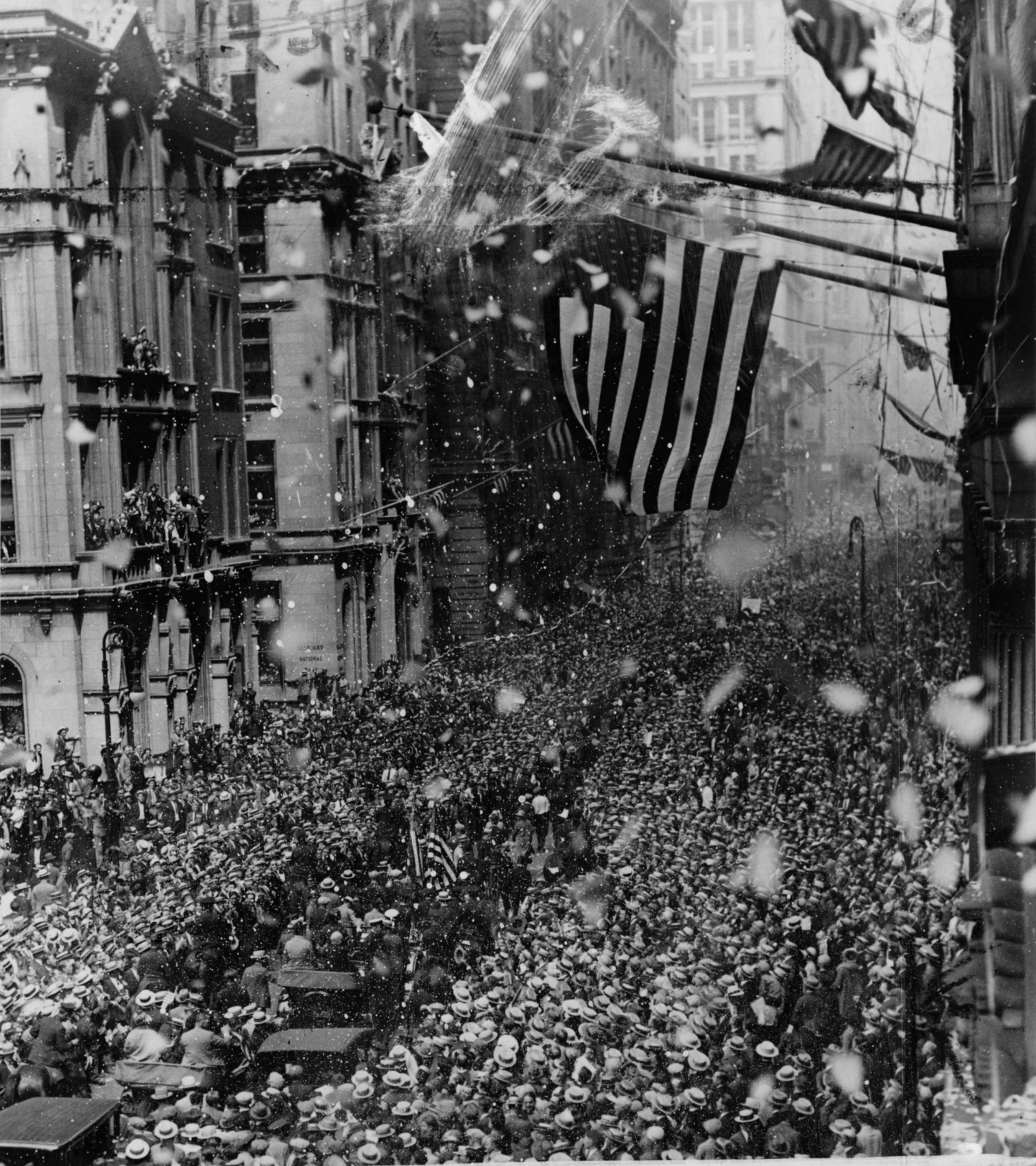
Parade für Gertrude Ederle 1926 am Broadway, New York City, mit großer Menschenmenge

Am 27. August 1926 wurde eine Konfettiparade für sie im New Yorker Financial District veranstaltet, an der schätzungsweise zwei Millionen Zuschauer teilnahmen. US-Präsident Calvin Coolidge empfing sie im Weißen Haus zu einer Sonderaudienz. 1927 hatte sie einen zehnminütigen Gastauftritt in der romantischen Komödie Swim, Girl, Swim (dt. Titel: Die Rekord- und Herzensbrecherin).
Der deutsche Langstreckenschwimmer Ernst Vierkötter verbesserte den Kanal-Rekord drei Wochen später mit einer neuen Weltrekordzeit von 12 Stunden und 42 Minuten.
Ihr Weltrekord der Frauen wurde 1950 von der US-Amerikanerin Florence Chadwick in 13 Stunden und 20 Minuten unterboten. Ederle hat diesen neuen Rekord nie anerkannt, denn die meteorologischen Bedingungen mit weniger Wellengang waren für Chadwick besser.
Gertrude Ederle zu Ehren entstand 1926 ein von Charles Tobias und Al Sherman komponierter Song namens „Trudy“.

### Erkrankung
Ederle war bereits seit ihrer Kindheit infolge einer Maserninfektion schwerhörig. Als ihre Trommelfelle bei der Durchquerung des Ärmelkanals vom Salzwasser angegriffen wurden, begann sie zu ertauben, blieb ihrer Leidenschaft aber treu und betätigte sich als Schwimmlehrerin für taube Kinder. 1929 diagnostizierte ihr Arzt eine zukünftige vollständige Ertaubung, die spätestens 1940 eintrat.
1933 wurde sie durch eine Wirbelsäulenverletzung gelähmt. Mit unermüdlichem Training gelang es ihr jedoch bis 1939, wieder laufen zu lernen, auch das Schwimmen gelang ihr später wieder. Unter Präsident Eisenhower wurde sie in den Beirat für Jugendertüchtigung aufgenommen.

### Tod
Gertrude Ederle starb 2003 im Alter von 98 Jahren.

## Ehrungen
- 1965 wurde sie in die Ruhmeshalle des internationalen Schwimmsports aufgenommen.
- 2003 wurde sie in die National Women’s Hall of Fame aufgenommen.[6]

## Film
- Die junge Frau und das Meer, Filmbiografie von Regisseur Joachim Rønning mit Daisy Ridley als Gertrude Ederle (2024)